# 約翰四世 (薩克森-勞恩堡)
約翰四世（？1414年—），薩克森-勞恩堡公爵（1401年－1412年在位）。埃里希四世與妻子不倫瑞克-呂訥堡公爵馬格努斯二世的女兒索菲的次子。

## 生平
1401年薩克森-貝格多夫-默爾恩公爵埃里希三世去世後，約翰四世的父親埃里克四世繼承埃里希三世的分支公國－薩克森-貝格多夫-默爾恩公國。隨後，埃里希四世與約翰四世的兄弟埃里希五世在重新統一的薩克森-勞恩堡公國共同統治。然而，埃里希三世的薩克森-貝格多夫-默爾恩公國大部分已經被抵押出去，例如默爾恩莊園（根據回購協議於1359年出售給呂貝克）和貝格多夫莊園、維爾蘭德、薩克森瓦爾德和蓋斯特哈赫特的一半，所有這些領地都是埃里希三世於1370年典當給呂貝克。 
埃里希三世授權呂貝克在他死後佔有這些領地，直到他的繼承人償還貸款並贖回這些地區，同時行使他們回購默爾恩莊園的權利，總共需要26,000呂貝克馬克。1401年，埃里希四世在他的兒子埃里希五世和約翰四世的支持下，在呂貝克佔領之前強行佔領典當了的地區，沒有任何回報。呂貝克默許此佔領。
約翰四世欠漢堡資產階級的債務。在漢堡參議院批准的安全行為下訪問那裡時，他的債權人亨·布蘭德責成違約的公爵，公爵認為這是一種侮辱。公爵向參議院抱怨。參議院引導亨·布蘭承認催款，並逮捕了他 。這引起漢堡市民的騷動，他們從當時的四個教區中選出12名代表，成立四十八人委員會，在聖勞倫斯日（8月10日）與參議院規定1410年的休會（考慮漢堡最古老的憲法法案），否認參議院有權在未經事先司法聽證的情況下進行逮捕。四十八人委員會在1687年擴展到60人委員會（die Sechziger），堅持並發展成為漢堡市民的第一個常任代表，成為漢堡議會的核心。
1411年，約翰四世和他的兄弟埃里希五世以及他們的父親埃里希四世將他們在福格特中的的持份典當貝德凱薩的轄區和貝德凱薩城堡給不來梅參議院，包括他們在管轄範圍內的持份、貝德凱薩和城堡是從遭受瘟疫襲擊的貝德凱薩騎士那裏獲得的，貝德凱薩騎士在1349/1350年之後已經衰落。在他們的父親埃里克四世於1412年去世後，埃里希五世結束他與約翰四世的聯合統治。約翰四世於1414年去世後沒有繼承人。